# Sainte-Croix-de-Mareuil
Sainte-Croix-de-Mareuil is een gemeente in het Franse departement Dordogne (regio Nouvelle-Aquitaine) en telt 137 inwoners (1999). De plaats maakt deel uit van het arrondissement Nontron.

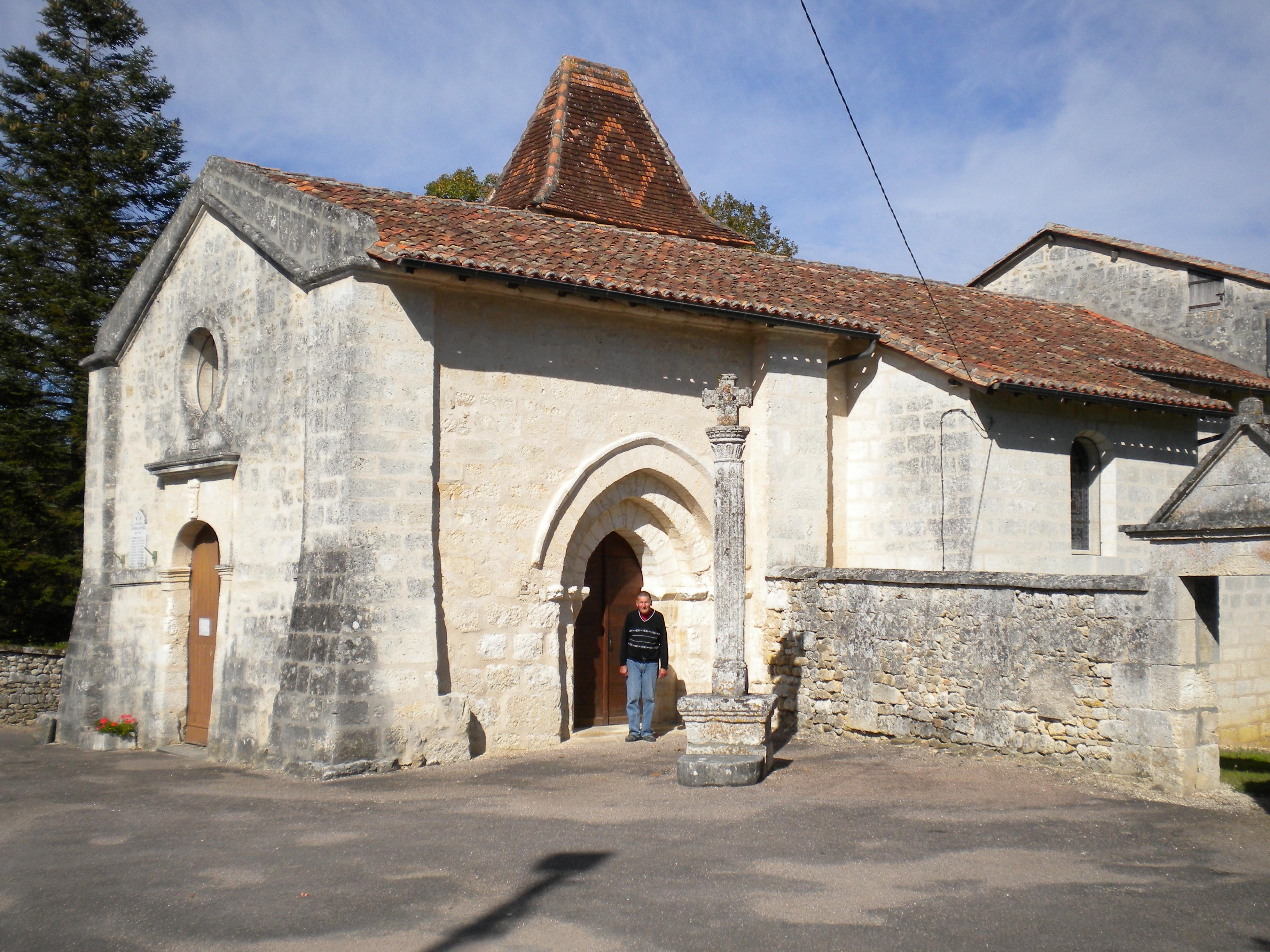
Kerk van Sainte-Croix-de-Mareuil
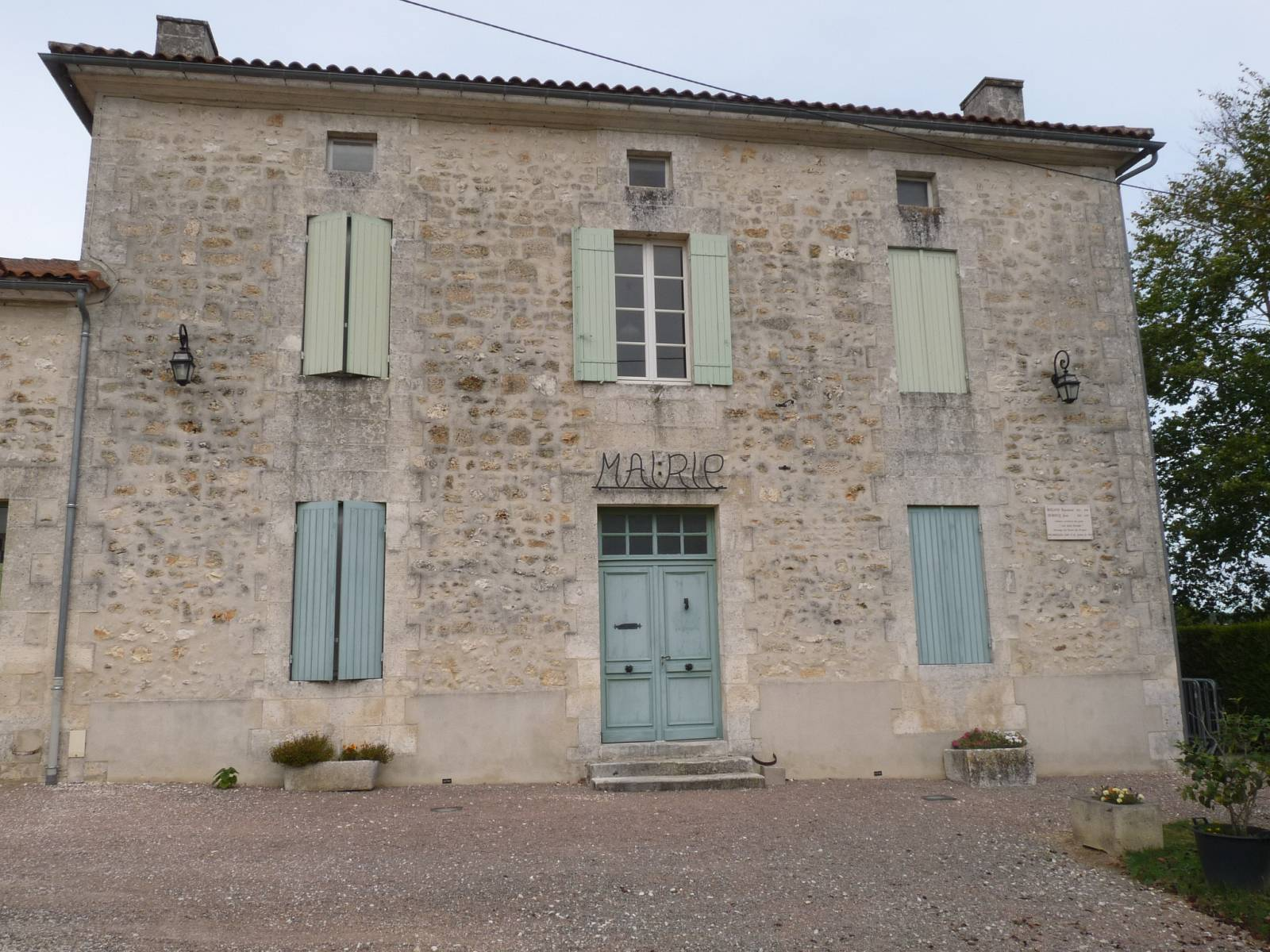
Gemeentehuis

## Geografie
De oppervlakte van Sainte-Croix-de-Mareuil bedraagt 11,8 km², de bevolkingsdichtheid is 11,6 inwoners per km².
De onderstaande kaart toont de ligging van Sainte-Croix-de-Mareuil met de belangrijkste infrastructuur en aangrenzende gemeenten.

## Demografie
Onderstaande figuur toont het verloop van het inwonertal (bron: INSEE-tellingen).